# Szegfalu
Szegfalu (horvátul: Mirkovci, szerbül: Мирковци) falu Horvátországban Vukovár-Szerém megyében. Közigazgatásilag Vinkovcéhez tartozik.

## Fekvése
Vukovártól légvonalban 14, közúton 21 km-re délnyugatra, községközpontjától 4 km-re délkeletre, a Nyugat-Szerémségben, a Szlavóniai-síkság keleti részén, a Báza bal partján, a Zágráb-Belgrád vasútvonal mentén fekszik. Vasútállomása van. A településhez tartozik Monostormilvány.

## Történet
A határában talált régészeti leletek tanúsága szerint területe már az őskorban lakott volt. A falutól 6 km-re délnyugatra fekvő „Trbušanci” nevű lelőhelyen, egy a Bosut folyó által három oldalról körülölelt enyhe magaslaton 2008-ban végzett terepbejárás során őskori kerámiatöredékek, mikrolitok, szövőszékhez használt nehezékek kerültek elő. A falutól 1,5 km-re nyugatra a Vinkovce – Gunya, és a Vrapčana – Szegfalu vasútvonal, valamint Panonska utca között a szántóföldön bronzkori, ókori és középkori leleteket találtak.
A falu a középkorban is létezett. 1401-ben „Zwgfalw” néven Berzétemonostor tartozékaként szerepel abban a Zsigmond király által kiállított oklevélben, melyben monostori Berzéte Miklós örökös nélküli elhalálozása esetére monostori és valkómegyei birtokait a Garaiaknak hagyományozza. 1409-ben „Zegfalw” alakban Szentszalvátor tartozékaként a Szentszalvátori család birtokai között említik. A török 1526-ban, Valkóvár eleste után szállta meg, és 1687-ig török uralom alatt állt. Lakossága a török hódítás idején elpusztult, vagy elmenekült. 
A török kiűzése után Lika, Dalmácia, Baranya és Bácska térségéből érkező pravoszláv szerb telepesek népesítették be, akik a Mirkovci nevet adták a falunak. Már 1733-ban Mirkovci körülbelül 80 lakosú volt, egy évvel később pedig több mint 60 fő volt itt, főleg szerb családok. 1745-től megkezdődött a katonai határőrvidék szervezése. 1753-ban a település a Bródi határőrezred igazgatása alá került. 1800 körül az addigi faházak helyett a katonai parancsnokság engedélyével téglából épült házak épültek. Az itteni határőrök a Habsburg Birodalom minden csataterén harcoltak.

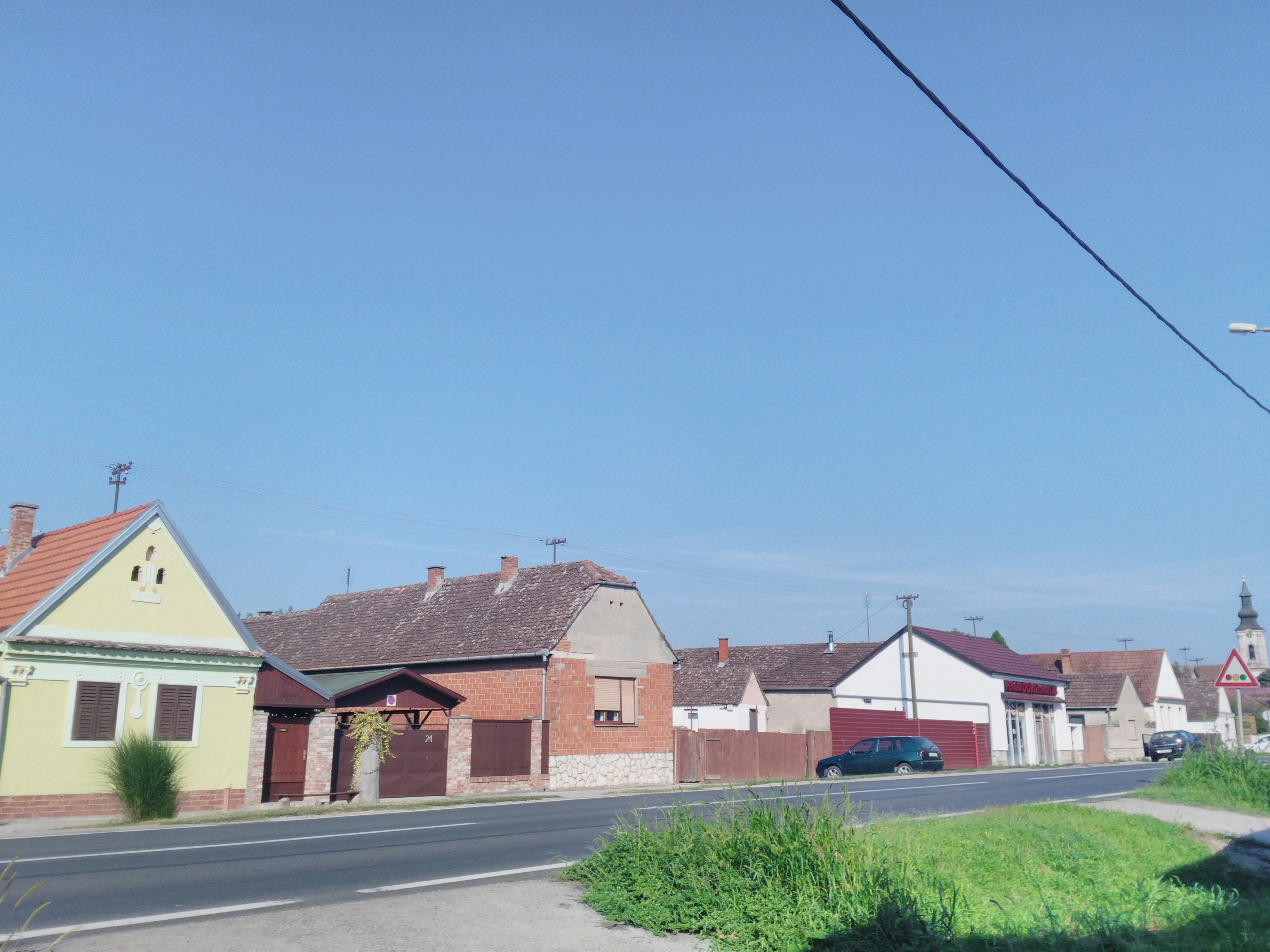
Utcakép

Az első katonai felmérés térképén „Mirkovcze” néven található. Lipszky János 1808-ban Budán kiadott repertóriumában „Mirkovcze” néven szerepel. Nagy Lajos 1829-ben kiadott művében „Mirkovcze” néven 182 házzal, 4 katolikus és 962 ortodox vallású lakossal találjuk. 1873-ban megszüntették a katonai igazgatást és 1881-ben Mirkovcét is a polgári Horvátországhoz csatolták.
1857-ben 861, 1910-ben 1215 lakosa volt. Szerém vármegye Vinkovcei járásához tartozott. Az 1910-es népszámlálás adatai szerint lakosságának 93%-a szerb, 10%-a horvát, 3-3%-a horvát és magyar anyanyelvű volt. A település az első világháború után az új szerb-horvát-szlovén állam, majd később (1929-ben) Jugoszlávia része lett. 1941–1945 között a Független Horvát Államhoz tartozott, majd ismét Jugoszlávia fennhatósága alá került. 1991-ben lakosságának 73%-a szerb, 17%-a horvát, 5%-a jugoszláv nemzetiségű volt. 1991-től a független Horvátország része. A horvátországi háború idején Szegfalu és a hozzá tartozó Monostormilvány a szerb félkatonai erők egyik erőssége volt. A szerb félkatonai erők a jugoszláv hadsereg hathatós támogatásával innen támadták a szomszédos Vinkovcét, melyet a horvát erők védtek. A horvát fennhatóság csak 1998-ban állt teljesen helyre. A településnek 2011-ben 3283 lakosa volt.

## Népessége
| Lakosság változása | Lakosság változása | Lakosság változása | Lakosság változása | Lakosság változása | Lakosság változása | Lakosság változása | Lakosság változása | Lakosság változása | Lakosság változása | Lakosság változása | Lakosság változása | Lakosság változása | Lakosság változása | Lakosság változása | Lakosság változása |
| ------------------ | ------------------ | ------------------ | ------------------ | ------------------ | ------------------ | ------------------ | ------------------ | ------------------ | ------------------ | ------------------ | ------------------ | ------------------ | ------------------ | ------------------ | ------------------ |
| 1857               | 1869               | 1880               | 1890               | 1900               | 1910               | 1921               | 1931               | 1948               | 1953               | 1961               | 1971               | 1981               | 1991               | 2001               | 2011               |
| 861                | 971                | 1.198              | 1.169              | 1.198              | 1.215              | 1.219              | 1.314              | 1.414              | 1.655              | 2.121              | 2.499              | 2.940              | 3.233              | 2.673              | 3.283              |

## Gazdaság
A településen hagyományosan a mezőgazdaság és az állattartás képezi a megélhetés alapját. 

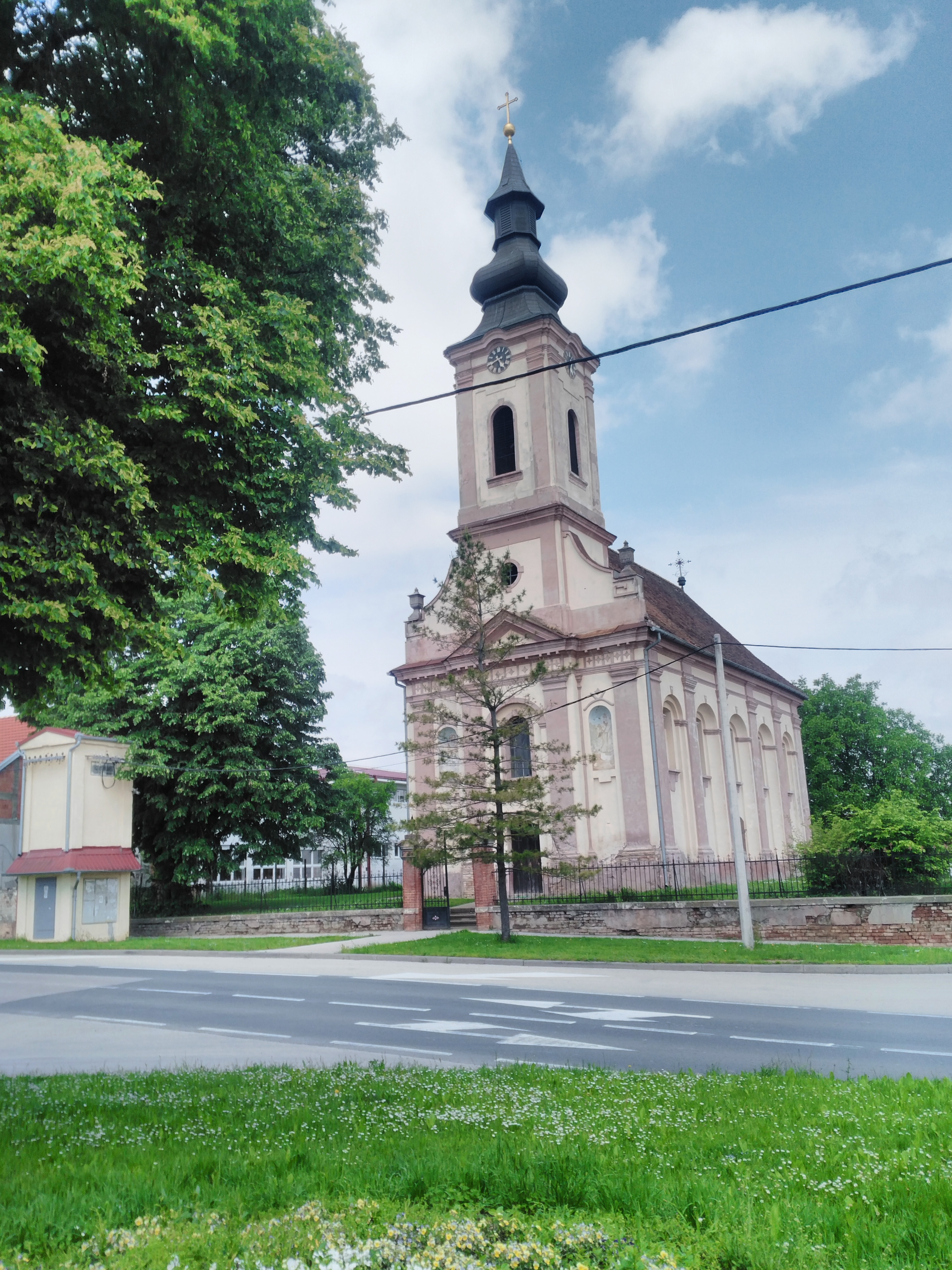
A Szent Miklós pravoszláv templom

## Nevezetességei
- Szent Miklós püspök tiszteletére szentelt szerb pravoszláv temploma.[11] A templomot 1804 és 1813 között Mihael Mazinger tervei szerint építették. Az elmúlt két évszázadban háromszor restaurálták, először 1912-ben, még az Osztrák-Magyar Monarchia alatt, majd 1975-ben a Jugoszlávia Szocialista Szövetségi Köztársaság idejében és végül 1993-ban a horvát függetlenségi háború alatt, amikor Mirkovci a szerbek által kikiáltott Krajinai Szerb Köztársaság része volt és előzőleg a templomot gránáttalálat érte. A templom 27 méter hosszú és 12 méter széles, belső magassága 10 méter. A 28 méter magas harangtoronyban 4 harang van. Ikonosztázát közvetlenül a templom megépítése után Petar Čortanović ikonfestő mester festette. Ez azt ikonosztázt 1932-ben eltávolították és a helyére ekkor került a 31 ikont tartalmazó új, melyet Josif Zorman akadémiai festőművész festett a neves szerb festőművész Uroš Predić instrukciói alapján.

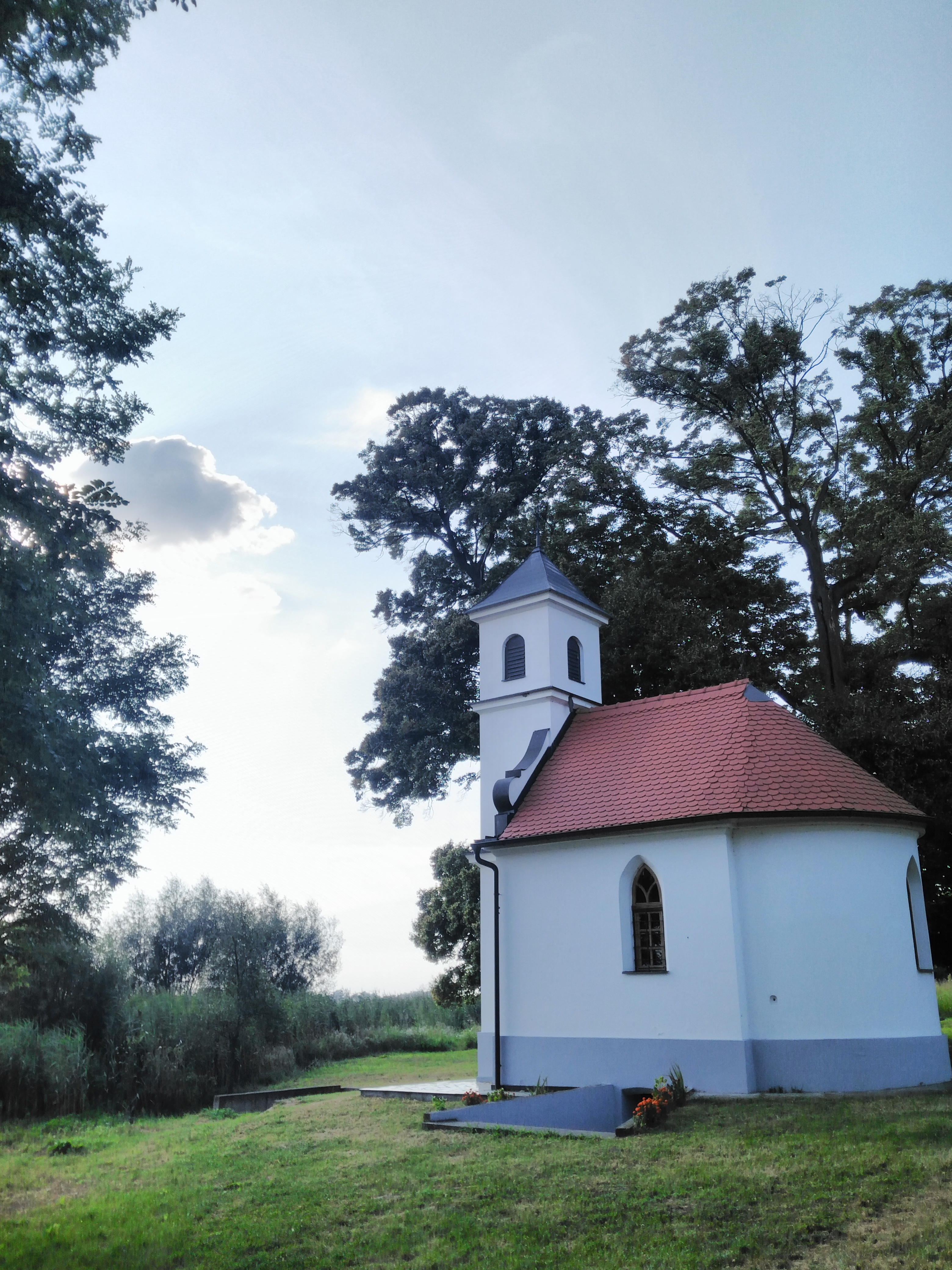
A Szent Pantaleon templom

- Szent Pantaleon tiszteletére szentelt szerb pravoszláv temploma 1910-ben épült. A templomot a szerémi szerbek Szent Panteleimon nyári ünnepén használják a szent megünneplésére. A templom telkén egy híres öreg hársfa áll. A templom a falu előtt, a D46-os főút mellett található, a falu mezőgazdasági területén. A templom építése előtt egy fából készült templom állt itt, amelynek építése a 17. században történt. A templom sárral tapasztott fából, paticsfalakkal készült, teteje náddal volt befedve. 15 kis ikon volt benne. Ezt a templomot egy még régebbi templom alapjaira építették. A szerbek korai ittlétét alátámasztja az 1641-ből származó, a szegfalvi temetőben található cirillbetűs emlékmű.

## Kultúra
- KUD Hrvatski Sokol kulturális és művészeti egyesület
- Prosvjeta Mirkovci szerb kulturális egyesület

## Oktatás
A település első iskoláját 1759-ben alapították. Az iskola az egyik első oktatási intézmény ezen a területen, aminek meglétét hivatalos dokumentáció is igazolja. Az első iskolában csak húsz tanuló volt és egy magánházban működött, mely a mai Emlékház helyén állt. Ezután egy ideig az 55-ös számú házban volt elhelyezve 1887-ig, amikor az iskolaépület jelenlegi jobb szárnyát felépítették. 1900-ban épült az önkormányzat épülete, amely 1959-ben az iskola bal szárnyává vált. A 20. század elején a tanulók száma tovább nőtt és a tanítás az elsőtől a negyedik évfolyamig zajlott. 1959-ben az iskola hivatalosan is nyolc évfolyamos iskolává vált, hét osztályban 245 tanulóval, az oktatószemélyzet hét tanárból állt. A hely hiánya miatt az iskolát ugyanabban az évben felújították. Az iskolaépület későbbi átalakításai 1969-ben, 1992-ben, utoljára pedig 2006-ban történtek. Az iskolában 2006-ban jelentős korszerűsítések történtek. Bútorokat vásároltak és bevezették a központi fűtést. Az udvaron lugast építettek és egy kis parkot alakítottak ki. Ugyanebben az évben az iskola a nagy tudós születésének 150. évfordulóján megváltoztatta nevét Nikola Tesla Általános Iskolára. 2012 decemberétől 2019 júniusáig új iskolaépület építése történt az iskola udvarán. A 2019/20-as tanévben a hallgatók már az új iskolaépületben járnak órákra, amelyek jobban megfelelnek a gyermekek oktatási követelményeinek. Jelenleg (2020) is folynak a munkák a régi iskolaépületen, amelyet felújítás után összevonnak az új épülettel.

## Sport
A település labdarúgócsapatai:
- NK Hrvatski Sokol Mirkovci. A klubot 2003-ban alapították. A csapat jelenleg (2020) a megyei 3. ligában szerepel.
- NK Hajduk Mirkovci. A klubot 1929-ban alapították. A csapat 2017-ben a megyei 3. ligában szerepelt.